# تپه اطراف شهر سوخته ۱۶۲
تپه اطراف شهر سوخته شماره ۱۶۲ مربوط به هزاره سوم قبل از میلاد است و در شهرستان زابل، بخش شیب آب، دهستان لوتک، روستای حومه شهرسوخته، ۱۳/۸۰ کیلومتری شرق پایگاه باستان‌شناسی شهر سوخته واقع شده و این اثر در تاریخ ۲۳ بهمن ۱۳۸۵ با شمارهٔ ثبت ۱۷۳۲۷ به‌عنوان یکی از آثار ملی ایران به ثبت رسیده است.